# Calydna zea
Calydna zea är en fjärilsart som beskrevs av William Schaus 1902. Calydna zea ingår i släktet Calydna och familjen Riodinidae. Inga underarter finns listade i Catalogue of Life.